# Метод итераций Рэлея
Метод итераций Рэлея — итеративный алгоритм вычисления собственных значений и векторов, который дополняет идею обратного степенного метода итеративным вычислением текущего приближения к собственному значению с помощью отношения Рэлея.
Метод Рэлея имеет очень большую скорость сходимости, и часто для получения решения требуется всего лишь несколько итераций. Для симметричных и эрмитовых матриц при достаточно хорошо выбранных начальных значениях сходимость кубическая. Однако время выполнения каждой итерации обычно пропорционально кубу размера матрицы, в то время как для обратного степенного и степенного метода оно квадратично.

## Алгоритм
Как и в обратном степенном методе, мы задаём некоторое начальное приближение {\displaystyle \mu _{0}} к собственному значению матрицы {\displaystyle A} и начальный вектор {\displaystyle b_{0}}, который может быть либо случайным, либо известным приближением к собственному вектору. Далее итеративно вычисляем новые приближения к собственному вектору {\displaystyle b_{i+1}} по формуле
{\displaystyle b_{i+1}={\frac {(A-\mu _{i}I)^{-1}b_{i}}{||(A-\mu _{i}I)^{-1}b_{i}||}},}, где {\displaystyle I} единичная матрица.
В завершение итерации вычисляем следующее приближение к собственному значению с помощью отношения Рэлея:
{\displaystyle \mu _{i+1}={\frac {b_{i+1}^{*}Ab_{i+1}}{b_{i+1}^{*}b_{i+1}}}.}

## Пример программной реализации
Ниже приведен пример реализации на языке GNU Octave.
```
function
 
x
 
=
 
rayleigh
(
A, epsilon, mu, x
)

  
x
 
=
 
x
 
/
 
norm
(
x
);

  
% the backslash operator in Octave solves a linear system

  
y
 
=
 
(
A
 
-
 
mu
 
*
 
eye
(
rows
(
A
)))
 
\
 
x
;
 

  
lambda
 
=
 
y
'
 
*
 
x
;

  
mu
 
=
 
mu
 
+
 
1
 
/
 
lambda

  
err
 
=
 
norm
(
y
 
-
 
lambda
 
*
 
x
)
 
/
 
norm
(
y
)

  
while
 
err
 
>
 
epsilon

    
x
 
=
 
y
 
/
 
norm
(
y
);

    
y
 
=
 
(
A
 
-
 
mu
 
*
 
eye
(
rows
(
A
)))
 
\
 
x
;

    
lambda
 
=
 
y
'
 
*
 
x
;

    
mu
 
=
 
mu
 
+
 
1
 
/
 
lambda

    
err
 
=
 
norm
(
y
 
-
 
lambda
 
*
 
x
)
 
/
 
norm
(
y
)

  
end

end

```